# Stemonyphantinae
Stemonyphantinae Wunderlich, 1986 è una sottofamiglia di ragni appartenente alla famiglia Linyphiidae.

## Distribuzione
L'unico genere oggi noto di questa sottofamiglia è diffuso nella regione olartica, soprattutto nella fascia compresa fra l'Europa e il Kazakistan; alcuni esemplari sono stati reperiti anche in Russia, in Cina, in USA e Canada.

## Tassonomia
A dicembre 2012, la maggioranza degli aracnologi è concorde nell'attribuirvi un solo genere:
- Stemonyphantes Menge, 1866 - Regione olartica (prevalentemente dall'Europa al Kazakistan, Cina, Mongolia, USA, Canada)